# Овдійчук Ольга Вікторівна
Ольга Вікторівна Овдійчук (нар. 16 грудня 1993, село Дюксин, Костопільський район, Рівненщина, Україна) — українська футболістка, нападниця збірної України та клубу «Фомгет Генчлік» у жіночій Суперлізі Туреччини.

## Клубна кар'єра
На дорослому рівні Ольга Овдійчук почала грати у 2009 році в команді «Родина-Ліцей», що представляла місто Костопіль. 
1 травня 2009 року дебютувала в Вищій лізі України в грі проти команди «Ятрань-Базис». 
15 жовтня 2009 року зробила дубль в ворота київської команди «Атекс», таким чином записавши в свій актив перші голи в чемпіонаті. 
У серпні 2011 року Ольгу запросили на правах оренди перейти до складу чернігівської «Легенди» для участі в Лізі Чемпіонів УЄФА. Дебютувала в єврокубках у матчі проти валійського «Суонсі Сіті», а вже в наступному матчі проти люксембургського «Прогресу» Овдійчук забила гол. 
В 2012 році Ольга Овдійчук перейшла в харківський «Житлобуд-1», в складі якого пізніше неодноразово ставала чемпіонкою України (2013, 2014, 2015, 2018, 2019, 2021) та володаркою Кубка країни (2013, 2014, 2015, 2015, 2016, 2019). У першому ж сезоні після переходу в новий клуб Овдійчук стала найкращим бомбардиром чемпіонату країни (18 голів), а в 2013 році вона вдруге поспіль здобула бомбардирський титул (13 голів). 
Кращою бомбардиром вищої ліги України Ольга Овдійчук також ставала в сезоні 2017—2018  (28 голів у 18 матчах) та в сезоні 2018—2019 (30 голів у 16 матчах).
Овдійчук багато разів потрапляла в номінацію на нагороду — Найкраща футболістка України, що щорічно вручається найкращим представницям жіночого футболу України, а в 2019 році отримала її. 
Влітку 2019 року Ольга Овдійчук підписала контракт з іспанським клубом «Атлетіко». В іспанській Примері зіграла 8 матчів, але у всіх з них виходила на заміни наприкінці гри. Також зіграла за мадридську команду один матч у клубному чемпіонаті світу та дві гри у Лізі чемпіонів УЄФА. 
Після трьох змін тренерів за кілька місяців (Санчес Віра, Пабло Лопес, Дані Гонсалес) та суворих заходів ізоляції в Мадриді через епідемію Covid-19, влітку 2020 року Ольга вирішила розірвати контракт із «Атлетіко Мадрид» та повернутися в Україну. 15 липня 2020 року контракт було розірвано за згодою сторін.
З 2020 року Овдійчук знову грала за «Житлобуд -1» в вищій лізі України, але після російського вторгнення в 2022 році вона переїхала до Туреччини, де приєдналася до клубу з Анкари — «Фомгет Генчлік».
2 червня 2023 року Ольга Овдійчук у складі «Фомгет Генчлік» стала чемпіонкою Туреччини, а в активі української нападниці було 18 забитих м'ячів в тому переможному для її команди сезоні.

## Кар'єра в збірній
Овдійчук виступала за юніорську та молодіжну збірну України.
15 вересня 2012 року дебютувала за національну збірну України в кваліфікаційному матчі до Євро-2013 проти збірної Білорусі, в тому матчі Овдійчук вийшла на заміну на 74-й хвилині гри замість Тетяни Романенко.
19 червня 2014 року у кваліфікаційному матчі до чемпіонату світу-2015 проти збірної Англії, що проходив на стадіоні  «Львів-Арена» — Ольга Овдійчук забила свій дебютний гол за «жовто-блакитних». 
В першому турі дебютного сезону жіночої Ліги націй УЄФА, Овдійчук забила гол в ворота збірної Сербії. Цей забитий м'яч став другим голом в історії новоствореного турніру, раніше за українку забитим м'ячем відмітилась лише Йоана Станкова в паралельному матчі Північна Македонія - Болгарія.
Всього в активі Овдійчук 98 зіграних матчі за національну збірну України, в яких вона забила 18 м'ячів.

## Досягнення

### Командні
«Житлобуд-1»:
- Чемпіонат України з футболу серед жінок
  -  Чемпіонка (7): 2012, 2013, 2014, 2015, 2017—2018, 2018—2019, 2020—21
- Кубок України з футболу серед жінок
  -  Володарка (5): 2013, 2014, 2015, 2016, 2018—19

«Фомгет Генчлік»:
- Суперліга Туреччини
  -  Чемпіон (2): 2022—23, 2024—25

### Особисті
- Найкраща футболістка України: 2019

## Статистика
| Клуб             | Сезон   | Чемпіонат | Чемпіонат | Кубок | Кубок | Єврокубки | Єврокубки | Інші | Інші | Разом | Разом |
| Клуб             | Сезон   | Ігри      | Голи      | Ігри  | Голи  | Ігри      | Голи      | Ігри | Голи | Ігри  | Голи  |
| ---------------- | ------- | --------- | --------- | ----- | ----- | --------- | --------- | ---- | ---- | ----- | ----- |
| «Родина»         | 2009    |           |           |       |       |           |           |      |      |       |       |
| «Родина»         | 2010    |           |           |       |       |           |           |      |      |       |       |
| «Родина»         | 2011    | 12        | 12        |       |       |           |           |      |      |       |       |
| «Легенда»        | 2011    |           |           |       |       | 3         | 1         |      |      |       |       |
| «Житлобуд-1»     | 2012    | 13        | 18        |       |       | 3         | 2         |      |      |       |       |
| «Житлобуд-1»     | 2013    | 13        | 17        |       |       | 3         | 3         |      |      |       |       |
| «Житлобуд-1»     | 2014    | 12        | 9         |       |       | 3         | 0         |      |      |       |       |
| «Житлобуд-1»     | 2015    |           |           |       |       | 3         | 4         |      |      |       |       |
| «Житлобуд-1»     | 2016    | 12        | 14        |       |       | 3         | 0         |      |      |       |       |
| «Житлобуд-1»     | 2017    | 7         | 8         |       |       |           |           |      |      |       |       |
| «Житлобуд-1»     | 2017/18 | 18        | 28        | 2     | 4     |           |           |      |      |       |       |
| «Житлобуд-1»     | 2018/19 | 15        | 30        | 3     | 3     | 4         | 1         |      |      |       |       |
| «Атлетіко» М     | 2019/20 | 8         | 0         |       |       |           |           |      |      |       |       |
| «Житлобуд-1»     | 2020/21 | 17        | 11        | 3     | 2     |           |           |      |      |       |       |
| «Житлобуд-1»     | 2021/22 | 10        | 19        |       |       | 10        | 6         |      |      |       |       |
| «Фомгет Генчлік» | 2021/22 |           |           |       |       |           |           |      |      |       |       |
| «Фомгет Генчлік» | 2022/23 | 18        | 14        |       |       |           |           |      |      |       |       |
| «Фомгет Генчлік» | 2023/24 |           |           |       |       |           |           |      |      |       |       |
| Усього           |         |           |           |       |       |           |           |      |      |       |       |

## Відео
- Ольга Овдійчук - Діамант Українського Футболу 💎 Збірна України / «Атлетіко» Мадрид  на YouTube